# Área metropolitana de San Diego
El área metropolitana de San Diego o conocida oficialmente como área estadística metropolitana de San Diego-Carlsbad-San Marcos por la Oficina de Administración y Presupuesto, es un área estadística metropolitana centrada en la ciudad de San Diego, en el estado estadounidense de California. El área metropolitana tenía una población en el Censo de 2010 de 3.095.313 habitantes, convirtiéndola en la 17.º área metropolitana más poblada de los Estados Unidos. El área metropolitana de San Diego comprende solamente el condado de San Diego y la ciudad más poblada es San Diego.

## Demografía
Según el censo de 2010, había 3.095.313 personas residiendo en el área metropolitana. La densidad de población era de 284,56 hab./km². De los 3.095.313 habitantes del área metropolitana, 1.981.442 eran blancos, 158.213 eran afroamericano, 26.340 eran amerindios, 336.091 eran asiático, 15.337 eran isleños del Pacífico, 419.465 eran de otras razas, y 158.425 pertenecían a dos o más razas. Del total de la población 991.348 eran hispanos o latinos de cualquier raza.

## Principales ciudades del área metropolitana
Ciudades más pobladas 
- Carlsbad
- Chula Vista
- Coronado
- Del Mar
- El Cajón
- Encinitas (Cardiff-by-the-Sea, Leucadia, Olivenhain)
- Escondido
- Imperial Beach
- La Mesa
- Lemon Grove
- National City
- Oceanside (San Luis Rey)
- Poway
- San Diego
- San Marcos
- Santee
- Solana Beach
- Vista

Comunidades no incorporadas
| - 4S Ranch - Agua Caliente Springs - Alpine - Banner - Barrett - Blossom Valley - Bonita - Bonsall - Borrego Springs - Bostonia - Boulevard - Camp Pendleton North - Camp Pendleton South - Campo - Casa de Oro-Mount Helix - Crest - Cuyamaca - Dehesa - Del Dios - De Luz - De Luz Heights - Descanso - Dulzura | - Eucalyptus Hills - Fairbanks Ranch - Fallbrook - Fernbrook - Flinn Springs - Granite Hills - Guatay - Harbison Canyon - Hidden Meadows - Jacumba - Jamul - Jesmond Dene - Julián - La Presa - Lake Morena - Lake San Marcos - Lakeside - Lincoln Acres - Live Oak Springs - Manzanita - Mount Laguna - Ocotillo Wells - Pala | - Pauma Valley - Pine Hills - Pine Valley - Potrero - Pueblo Siding - Rainbow - Ramona - Ranchita - Rancho San Diego - Rancho Santa Fe - Rincon - San Diego Country Estates - San Elijo Hills - Santa Ysabel - Shelter Valley - Spring Valley - Tecate - Tierra del Sol - Valley Center - Vallecitos - Warner Springs - Winter Gardens |